# Cynorkis squamosa
Cynorkis squamosa är en orkidéart som först beskrevs av Jean Louis Marie Poiret, och fick sitt nu gällande namn av John Lindley. Cynorkis squamosa ingår i släktet Cynorkis, och familjen orkidéer. Inga underarter finns listade i Catalogue of Life.